# Ceratochelus cathedralpeakensis
Ceratochelus cathedralpeakensis är en skalbaggsart som beskrevs av Dombrow 2002. Ceratochelus cathedralpeakensis ingår i släktet Ceratochelus och familjen Melolonthidae. Inga underarter finns listade i Catalogue of Life.